# Hedy Stenuf
Hedwig Stenuf dite Hedy Stenuf, née le 18 juillet 1922 à Vienne en Autriche et morte le 7 novembre 2010 à Hallandale Beach (Floride) aux États-Unis, est une patineuse artistique autrichienne qui a ensuite concouru pour la France et les États-Unis. Elle est championne du monde en 1939.

## Biographie

### Carrière sportive
Hedy Stenuf se fait connaître aux États-Unis en 1934, lorsqu'à l'âge de onze ans, elle accompagne le champion autrichien Karl Schäfer lors d'une tournée d'exposition en Amérique du Nord. La saison suivante, elle commence à participer à de grandes compétitions internationales.
Dans les championnats nationaux, elle est vice-championne d'Autriche en 1936 derrière Emmy Putzinger, et vice-championne des États-Unis en 1940 derrière Joan Tozzer.
Elle représente l'Autriche à un championnat européen (1935 à Saint-Moritz), un mondial (1935 à Vienne) et aux Jeux olympiques d'hiver de 1936 à Garmisch-Partenkirchen.
Elle représente aussi la France à deux championnats européens (1936 à Berlin et 1937 à Prague) et un mondial (1937 à Londres).
Enfin, elle représente les États-Unis à deux mondiaux (1938 à Stockholm où elle obtient la médaille de bronze derrière les britanniques Megan Taylor et Cecilia Colledge, et 1939 à Prague où elle obtient la médaille d'argent derrière la britannique Megan Taylor).
Hedy Stenuf s'essaie également un peu au patinage par couple, en patinant avec son partenaire Skippy Baxter ; le couple artistique remporte la médaille d'argent aux championnats américains de 1940.

### Famille
Hedy Stenuf porte plusieurs noms de famille au cours de sa vie, en fonction de ses mariages. Elle porte successivement les noms de Perry, Smith et Byram.

## Palmarès
| Compétition                                                        | 1935 | 1936 | 1937 | 1938 | 1939 | 1940 |
| Jeux olympiques d'hiver                                            |      | 6e   |      |      |      | JA   |
| Championnats du monde                                              | 4e   |      | 4e   | 3e   | 2e   | CA   |
| Championnats d'Europe                                              | 7e   | 6e   | 4e   |      |      | CA   |
| Championnats d'Autriche                                            | 3e   | 2e   |      |      |      |      |
| Championnats des États-Unis                                        |      |      |      |      |      | 2e   |
| Légende : JA = Jeux olympiques annulés ; CA = Championnats annulés |      |      |      |      |      |      |